# Karl Höger
Karl Höger (27 maggio 1897 – 31 marzo 1975) è stato un allenatore di calcio e calciatore tedesco, di ruolo attaccante.

## Carriera

### Nazionale
Ha collezionato 4 presenze con la propria Nazionale.

## Statistiche

### Cronologia presenze e reti in Nazionale
| Cronologia completa delle presenze e delle reti in nazionale ― Germania | Cronologia completa delle presenze e delle reti in nazionale ― Germania | Cronologia completa delle presenze e delle reti in nazionale ― Germania | Cronologia completa delle presenze e delle reti in nazionale ― Germania | Cronologia completa delle presenze e delle reti in nazionale ― Germania | Cronologia completa delle presenze e delle reti in nazionale ― Germania | Cronologia completa delle presenze e delle reti in nazionale ― Germania | Cronologia completa delle presenze e delle reti in nazionale ― Germania |
| Data                                                                    | Città                                                                   | In casa                                                                 | Risultato                                                               | Ospiti                                                                  | Competizione                                                            | Reti                                                                    | Note                                                                    |
| ----------------------------------------------------------------------- | ----------------------------------------------------------------------- | ----------------------------------------------------------------------- | ----------------------------------------------------------------------- | ----------------------------------------------------------------------- | ----------------------------------------------------------------------- | ----------------------------------------------------------------------- | ----------------------------------------------------------------------- |
| 5-6-1921                                                                | Budapest                                                                | Ungheria                                                                | 3 – 0                                                                   | Germania                                                                | Amichevole                                                              | -                                                                       |                                                                         |
| 18-9-1921                                                               | Helsinki                                                                | Finlandia                                                               | 3 – 3                                                                   | Germania                                                                | Amichevole                                                              | -                                                                       |                                                                         |
| 23-11-1924                                                              | Duisburg                                                                | Germania                                                                | 0 – 1                                                                   | Italia                                                                  | Amichevole                                                              | -                                                                       |                                                                         |
| 14-12-1924                                                              | Stoccarda                                                               | Germania                                                                | 1 – 1                                                                   | Svizzera                                                                | Amichevole                                                              | -                                                                       |                                                                         |
| Totale                                                                  |                                                                         | Presenze                                                                | 4                                                                       |                                                                         | Reti                                                                    | 0                                                                       |                                                                         |